# まけたらアカン!
『まけたらアカン!』とはフジテレビで1996年10月14日から1997年2月24日まで放送されたKinKi Kids司会のバラエティ番組である。愛称は『まけアカ』。

## 概要
KinKi Kidsの堂本光一と堂本剛が、様々なネタを持ち寄って対決する番組。

## 出演者
司会
- KinKi Kids
  - 堂本光一
  - 堂本剛

レギュラー審査員
- 松本明子…エンディングコーナー「アカン子ルーム」の進行役も担当。
- 寿美花代
- 田代まさし

ほか

## 放送内容

### 前期
1回戦毎に、定められたテーマにまつわるネタ（VTR）を両者がそれぞれ出し合い、それを5人の審査員が投票。
これを3回戦行い、得票数の合計が多かった方が勝利。敗者（引き分けの場合は両方）は、エンディングコーナー「アカン子ルーム」で罰ゲームを受ける。
「アカン子ルーム」では、敗者が2つのボックスの内どちらかに入り、ロープを引っ張る。当たりなら紙吹雪が降ってお咎め無しだが、ハズレなら粉や墨汁、青汁などで体を汚される。

### 後期
当時の流行を踏まえて、女子高生が早着替えやポケベルの早打ちで対決する企画が増え、前期で行われたVTR対決は減少した。
また「アカン子ルーム」の内容も、ボックス二択から、週替わりの罰ゲーム（密室に閉じ込められて巨大風船で押し潰される、ゴルフボールをぶつけられる、電気椅子等）に変更された。

## 放送時間
- 1996年10月14日 - 1997年2月24日：月曜 19:00 - 19:56（JST、ローカルセールス枠のため一部地域は遅れまたは非ネット。）

## 放送局
- フジテレビ（制作局）
- 北海道文化放送：日曜 12:00 - 12:55[1]
- 仙台放送
- テレビ静岡
- 関西テレビ
- テレビ西日本
- テレビ熊本

## テーマソング
「まけたらアカン」　KinKi Kids with ジャニーズJr.
作詞：KinKi Kids 作曲：小森田実　編曲：CHOKKAKU
エンディングテーマ。1996年10月14日、当番組開始直前夕方の『ゴーゴーポンキッカー　秋の新番組まつり～TVっていいじゃない～』にKinKi Kidsが出演した際にこの曲を初披露した。なお、楽曲タイトルは番組エンディングテロップでは「まけたらアカン!」と表記されていた。名義上「with ジャニーズJr.」となっているが、実際の歌唱はKinKi Kidsのみである。

## スタッフ
- 構成：右近亨、松井洋介、澤井康成、石井隆之
- 技術：加藤文也（フジテレビ）
- カメラ：勝村信之（フジテレビ）
- 音声：深田由理（フジテレビ）
- 映像：陶山正博・岡沢聡（共にフジテレビ）
- 照明：八木原伸治（FLT）
- 音響効果：西野有彦・西山知史（共に4-Legs）
- 編集：轟禎治（D-Craft）
- ペイント：後藤和夫（IMAGICA）
- MA：新野真（IMAGICA）
- TK：山中京子
- 美術プロデューサー：石鍋伸一朗（フジテレビ）
- デザイン：雫石洋治（フジテレビ）
- 美術進行：吉田敬
- 大道具：松本達也
- 装飾：高野城二
- 持道具：山本恵
- 衣装：保沢紀
- メイク：田川達郎
- かつら：太田修
- 電飾：森智
- 視覚効果：小熊雅樹
- アクリル装飾：林田康弘
- アートフラワー：長崎由利子、武田学、荒川直史
- 特殊美術：田中正史
- 特殊装置：奥山明秀
- マルチスクリーン：鵜灘博（インターナショナルクリエイティブ）
- タイトル：加藤啓次
- オープニングCG：伊原正徳
- スタイリスト：大川好一
- 取材：電通リサーチ、オンリーユー、カンケリクラブ
- ロケ技術：共同テレビ、サニーサイド、耶夢乎
- ロケ制作：奥村浩（オン・エアー）、岡村泰雄（TVBOX）
- 編成：金田耕司（フジテレビ）
- 広報：大貫伊都子（フジテレビ）
- ゼネラルプロデューサー：王東順（当時フジテレビ）
- ロケディレクター：内藤和明（当時FCC）、渡辺俊介（フジテレビ）、白石一幸（キメラ）、白髭晋二（当時トスプランニング）/ 幅田啓之・木谷浩之・小林正・外川知宏（オン・エアー）、足立浩盛・星利也・井上光紀（TVBOX）
- ディレクター：菅剛史（当時オフィス源）、宮道治朗（フジテレビ）
- プロデューサー：大前一彦（フジテレビ）
- 制作：フジテレビ第二制作部
- 制作著作：フジテレビ